# Zofia - Kriegs-Irrfahrten eines Kindes
Zofia - Kriegs-Irrfahrten eines Kindes o Zofia è un cortometraggio muto del 1915 diretto da Hubert Moest. Fu l'esordio sullo schermo dell'attore teatrale Paul Hartmann.

## Produzione
Il film - un cortometraggio in tre bobine - fu prodotto dalla Eiko (o Riko) (Deutschland), No. 210.

## Distribuzione
Uscì nelle sale cinematografiche tedesche il 1º luglio 1915.